# Westfälische Rinderwurst

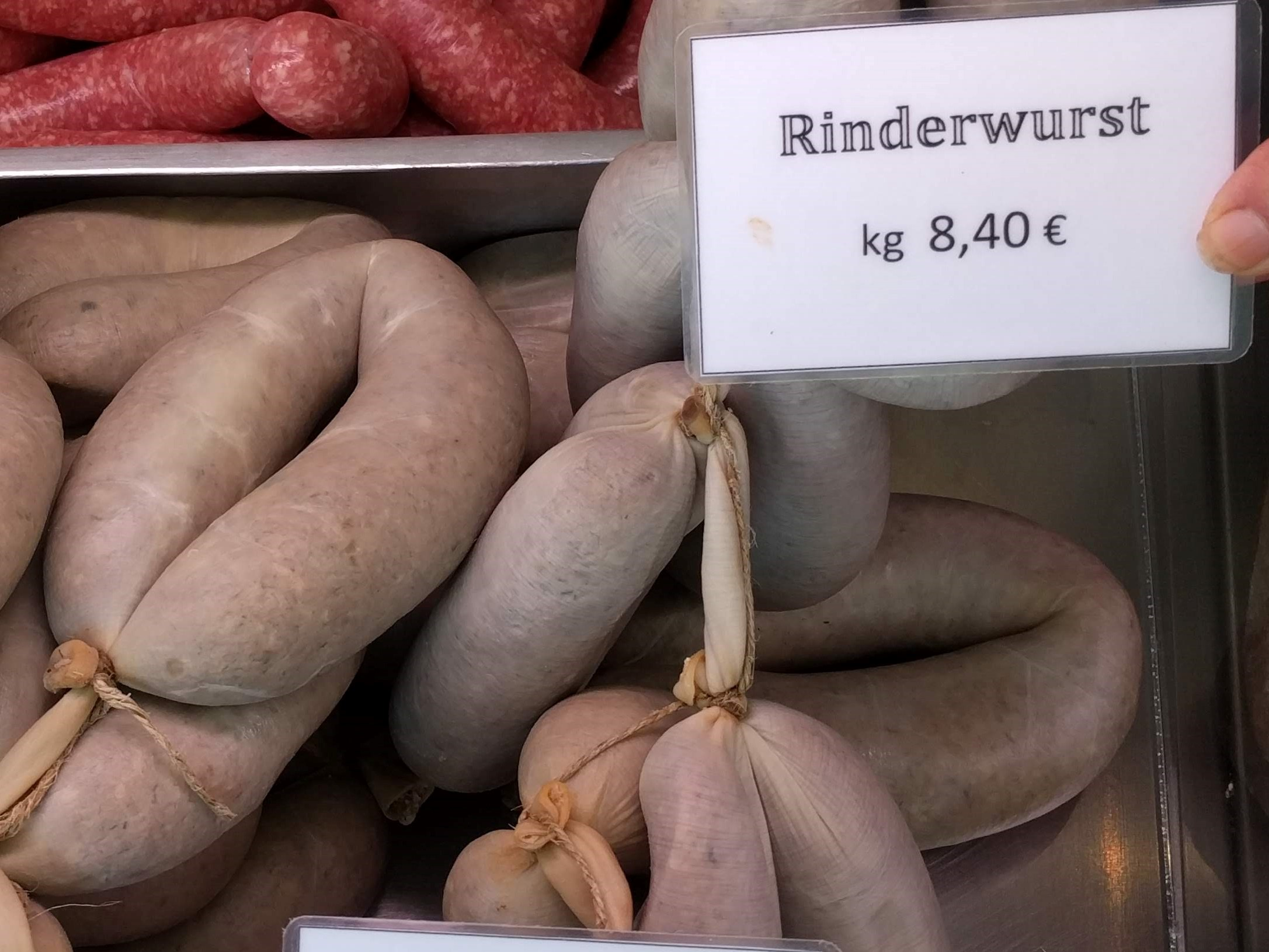
Westfälische Rinderwurst im Verkauf

Westfälische Rinderwurst oder Rinderpümmel ist eine Grützwurst aus Rindfleisch, Rinderfett, Gemüse, Graupen oder Grütze und Butter. Die westfälische Spezialität wird heiß serviert, entweder in Wasser erhitzt oder auch gebraten und zu Brot, Salzkartoffeln oder ähnlichem gegessen. Im Bereich des Sauerlandes wird die Wurst als "Rinderpümmel" bezeichnet. Der Wortbestandteil "Pümmel" stammt aus dem plattdeutschen und bedeutet dick oder rund.